# Гааз, Артур Эрих
Артур Эрих Гааз (нем. Arthur Erich Haas; 30 апреля 1884, Брно — 20 февраля 1941, Чикаго) — австрийский физик-теоретик и популяризатор науки, автор работ, посвящённых квантовой теории, атомной физике, теоретической спектроскопии, истории физики. Гаазу принадлежит первая модель атома, в которую было непосредственно введено представление о квантах энергии и которая может рассматриваться как предшественник боровской модели атома.

## Биография

### Происхождение и образование (1884—1906)
Артур Эрих Гааз родился в моравском городе Брюнн (ныне чешский Брно) в богатой семье австрийских евреев. Его отец Густав Гааз (нем. Gustav Haas, 1850—1913) владел юридической фирмой и, помимо прочего, представлял интересы влиятельной еврейской семьи Стракош (нем. Strakosch), которая контролировала значительную часть сахарного рынка Австро-Венгерской империи. Именно из этой семьи происходила мать будущего учёного — Габриэль Стракош (1861—1916). Артур был первым ребёнком в семье, в 1887 году родился его брат Отто, а в 1893 году — сестра Маргарете. В десятилетнем возрасте юный Гааз поступил в первую немецкую гимназию в Брюнне и в 1902 году окончил её с отличием по физике и математике, однако особых успехов добился в изучении латинского и греческого языков. В том же году он поступил в Венский университет, где, несмотря на желание отца видеть его юристом, начал изучать физику и химию. Здесь Гааз учился у физиков-экспериментаторов Франца Экснера и Виктора фон Ланга, однако не был доволен качеством читаемых лекций; на втором году учёбы он попал под влияние Людвига Больцмана. Кроме того, как член студенческого братства, он участвовал в распространённых в этих кругах сабельных боях, был ранен и до конца жизни носил на своём лице шрамы, о чём впоследствии не раз сожалел и называл такое времяпрепровождение «центральноевропейским идиотизмом».
В 1904 году Гааз прибыл в Гёттинген, чтобы продолжить обучение в местном университете. Несмотря на отвращение к образу жизни гёттингенского студенчества, он по достоинству оценил качество преподавания: слушал курс экспериментальной физики у Эдуарда Рикке, теоретической физики у Вольдемара Фойгта, физической химии у Вальтера Нернста, радиоактивности у Йоханнеса Штарка, механики и гидравлики у Людвига Прандтля, электричества у Германа Теодора Симона, а также лекции по различным разделам математики, читавшиеся Феликсом Клейном, Давидом Гильбертом и Германом Минковским. Хотя Симон предлагал ему заняться интерференцией звуковых волн в газоразрядных системах и защитить по этой теме диссертацию, молодой австриец вернулся в Вену, чтобы воссоединиться с семьёй, которая как раз перебралась из Брюнна в столицу. Гааз обратился к Больцману, который посоветовал взять в качестве диссертационной темы исторический анализ второго начала термодинамики. Однако им так и не удалось обсудить это направление работы из-за болезни Больцмана, поэтому Гааз взял другую тему из истории науки — «Античные теории света» (нем. Antike Lichttheorien) — и в октябре 1906 года, уже после смерти своего наставника, с отличием прошёл все испытания и получил докторскую степень.

### Хабилитация (1907—1912)

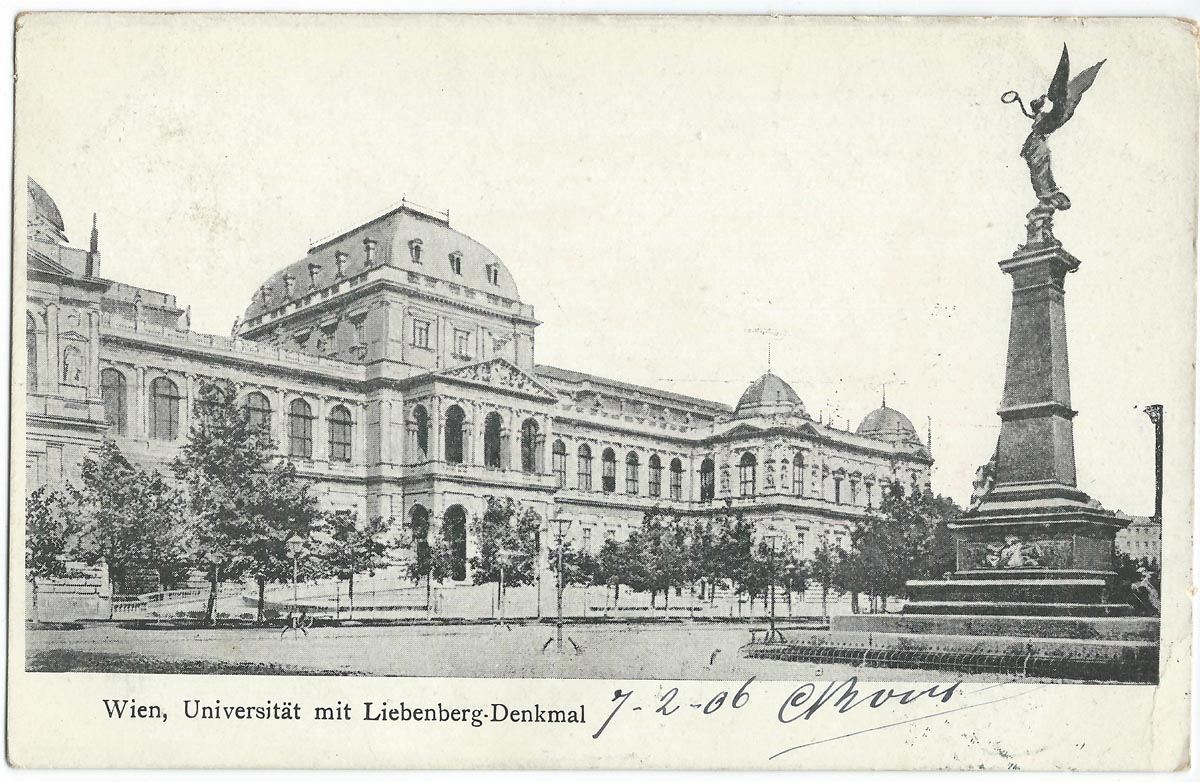
Венский университет на открытке начала XX века

После защиты диссертации Гааз оказался перед дилеммой — продолжить академическую карьеру или присоединиться к семейному сахарному бизнесу. В течение нескольких лет он вёл светскую жизнь богатого молодого человека, посещая многочисленные вечера, театральные постановки и загородные курорты. Кроме того, в октябре 1907 года он поступил добровольцем в 5-й драгунский полк («жёлтые драгуны»), однако вскоре устал от службы, был уволен в запас по состоянию здоровья и вернулся в Вену. Одновременно он много читал и написал несколько статей, посвящённых историческим и философским аспектам науки. Среди них была и работа, содержащая исторический анализ второго начала термодинамики — тема, предложенная ему ещё Больцманом. Постепенно Гааз пришёл к идее рассмотреть историческое развитие концепции сохранения энергии, истоки которой он видел в античных идеях о вечности атомов и мира как целого. Свои соображения он доложил на ежегодном собрании Немецкого общества естествоиспытателей и врачей в Кёльне в сентябре 1908 года и изложил в труде, законченном к Рождеству того же года. Эту работу учёный представил на философский факультет Венского университета в качестве диссертации, рассчитывая пройти хабилитацию — обязательное условие для получения преподавательской должности. Результат был не очень обнадёживающим: хотя философская сторона работы была оценена весьма высоко, физики Экснер и фон Ланг посчитали физическую часть диссертации слишком скудной и предложили дополнить её разделом более технического содержания.
Гааз, уязвлённый таким ответом, решил вообще оставить физику и стать юристом, как того хотел отец. Уже через год он успешно сдал экзамен по юриспруденции, а в 1911 году получил официальное свидетельство (Absolutorium) об окончании юридического факультета Венского университета. Однако к тому времени он уже пересмотрел своё поспешное решение и в конце 1909 года вернулся к занятиям физикой. Чтобы найти тему для диссертационного исследования, он изучил самую свежую литературу и обнаружил, что формула, выведенная Максом Планком для спектра теплового излучения абсолютно чёрного тела, и новая постоянная, входящая в этот закон, к тому моменту не получили удовлетворительного объяснения. Результатом исследований Гааза стала статья, которая вышла в 1910 году и в которой он впервые использовал квантовые соображения для объяснения структуры атома. Его результаты предвосхищали некоторые особенности модели атома, опубликованной Нильсом Бором три года спустя. Однако комиссия по рассмотрению диссертации, в которую на этот раз входили экспериментатор Эрнст Лехер и теоретик Фридрих Хазенёрль, не смогла оценить представленные результаты по достоинству и отвергла работу. Лехер даже назвал идеи Гааза «карнавальной шуткой». Лишь побывав на первом Сольвеевском конгрессе, где среди прочего обсуждались и публикации молодого австрийца, Хазенёрль в полной мере осознал значимость его результатов и предложил вновь подать диссертацию в доработанном виде. Работа была немедленно принята, и в августе 1912 года Гааз получил право преподавать (venia legendi) историю науки в Венском университете.

### Из Вены в Лейпциг (1912—1921)

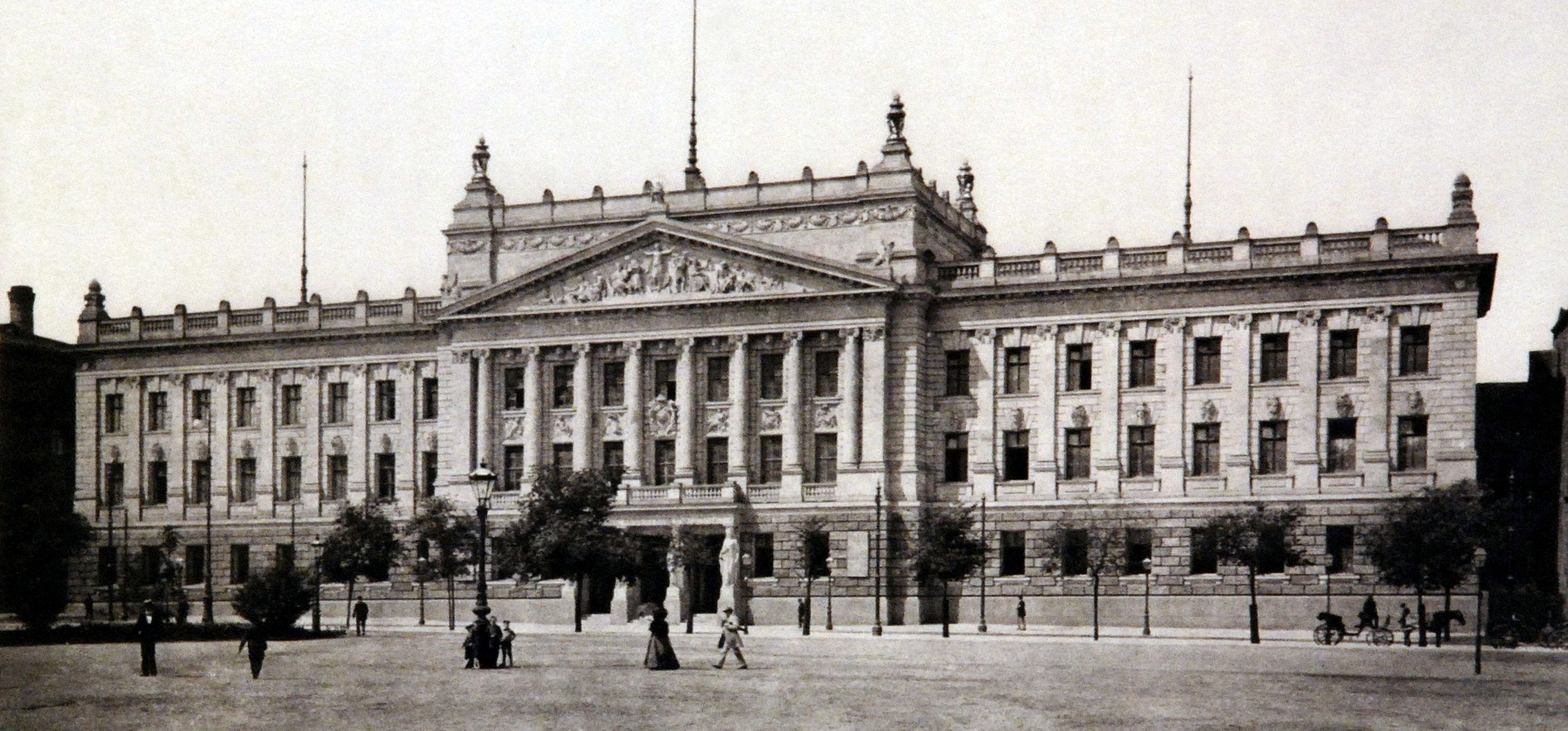
Лейпцигский университет (1898)

В октябре 1912 года Гааз в качестве приват-доцента без оплаты начал читать в Венском университете лекции по истории физики. Одновременно он активно занимался популяризацией науки, в частности выступал с публичными лекциями, которые организовывались обществом «Урания». Осенью 1913 года по приглашению известного историка Карла Зудгофа, с которым они познакомились на одном из съездов Немецкого общества естествоиспытателей и врачей, Гааз занял должность экстраординарного профессора Лейпцигского университета. В его обязанности помимо чтения лекций по истории физики входило редактирование пятого тома «Биографического справочника по истории точных наук», который был основан в 1863 году Иоганном Поггендорфом. Постепенно, однако, его интересы смещались в сторону физики как таковой: уже в летнем семестре 1914 года он прочитал курс, в котором обратился не только к истории механики, но и к её математическому формализму; в том же году эти лекции были опубликованы отдельным изданием.
В октябре 1914 года, после возвращения в Вену по окончании семестра, Гааз был призван на военную службу в связи с начавшейся Первой мировой войной. Он не был отправлен на фронт по состоянию здоровья и занимал различные офицерские должности в тылу: сначала отвечал за госпиталь для раненых лошадей, затем занимался бумажной работой в родном Брюнне. В мае 1917 года учёный убедил начальство отпустить его для работы над «Биографическим справочником» и вернулся в Лейпциг, однако к этому моменту редактирование издания полностью перешло в руки престарелого Артура фон Эттингена; Гааз постепенно отдалился от этой деятельности и больше ею не занимался (сам справочник был издан только в 1926 году). К моменту своего возвращения он окончательно отошёл от истории науки и сконцентрировался на современных достижениях физики, прочитав один из первых в Германии курсов теории относительности. Одновременно Гааз работал над учебником теоретической физики (нем. Einführung in die Theoretische Physik), который вышел вскоре после окончания войны и стал настоящим бестселлером. Книга неоднократно переиздавалась, была переведена на английский и другие языки, создала автору славу успешного писателя и приносила постоянный доход в непростые послевоенные годы.

### Снова в Вене (1921—1934)
После окончания Первой мировой войны и распада Австро-Венгерской империи Гааз, как уроженец Брно, стал считаться гражданином Чехословакии. Лишь в июле 1921 года ему удалось добиться возвращения ему австрийского гражданства. В том же году он окончательно вернулся в Вену и в августе занял в университете прежнюю должность приват-доцента. В 1923 году учёный стал экстраординарным профессором, однако, как и прежде, этот пост не предусматривал оплаты. К этому времени денежный вопрос приобрёл особое значение: из-за послевоенного экономического коллапса практически всё семейное состояние, вложенное в акции и военные облигации, исчезло, так что основным источником дохода для Гааза стали гонорары за написанные им книги, особенно популярные. Так, ещё в 1920 году он опубликовал свою первую научно-популярную книгу «Природа новой физики» (нем. Das Naturbild der neuen Physik), которая оказалась весьма успешной и выдержала несколько переизданий в последующие годы; в 1924 году вышла книга «Атомная теория в элементарном изложении» (нем. Atomtheorie in elementarer Darstellung). Экономическая ситуация, невозможность профессионального роста и усиление в австрийском обществе и Венском университете антисемитских настроений не позволяли Гаазу рассчитывать на успешное развитие карьеры в Австрии. Он начал всерьёз задумываться о поиске позиции за пределами страны, например, в США.
В августе 1924 года Гааз познакомился с молодой женщиной по имени Эмма Беатрис Хубер (1896—1985), которая прочитала в Вене лекцию об американской системе образования (эта тема интересовала физика в связи с возможной эмиграцией). Хубер, немка по происхождению, несколько лет прожила в Америке, а затем вернулась в Европу и к моменту встречи с Гаазом училась в венской школе искусств. Уже через несколько недель, 8 сентября 1924 года, они поженились. В следующем году у них родился сын Артур, а ещё год спустя — второй сын Георг. К этому времени финансовое положение несколько улучшилось, поскольку Гааз получил в Венской академии наук пост актуария, которому он хорошо соответствовал как по своей математической подготовке, так и по юридическому образованию. Среди книг, опубликованных им во второй половине 1920-х годов, — монография по классической механике (нем. Mechanik der Massenphysik und der Starren Körper), популярное издание «Мир атомов» (нем. Die Welt der Atome) и, вероятно, самое успешное его произведение «Волны материи и квантовая механика» (нем. Materiewellen und Quantenmechanik), посвящённое новейшим достижениям физики.
Несмотря на стабилизацию финансового положения, Гааза не покидала мысль об эмиграции. В начале 1927 года он совершил первую поездку по США, организованную по линии Института международного образования. В течение двух месяцев он посетил с лекциями 26 учреждений Восточного побережья и Среднего Запада, в том числе выступал в Йельском, Принстонском, Колумбийском, Корнеллском и других университетах. В 1930—1931 годах Гааз совершил второе турне по Америке, посетив 50 университетов, в том числе на Западе. Он надеялся, что ему представится возможность получить постоянную позицию в США, однако из-за тяжелого экономического положения в стране этим планам не суждено было сбыться. Среди книг, опубликованных им в конце 1920-х и первой половине 1930-х годов, — одна из первых монографий по квантовой химии (Die Grundlagen der Quantenchemie), популярное издание «Физика для всех» (нем. Physik für Jedermann), лекции по ядерной физике (Die Umwandlungen der Chemischen Elemente) и один из первых учебников космологии (Kosmologische Probleme der Physik).

### Жизнь в эмиграции (1935—1941)

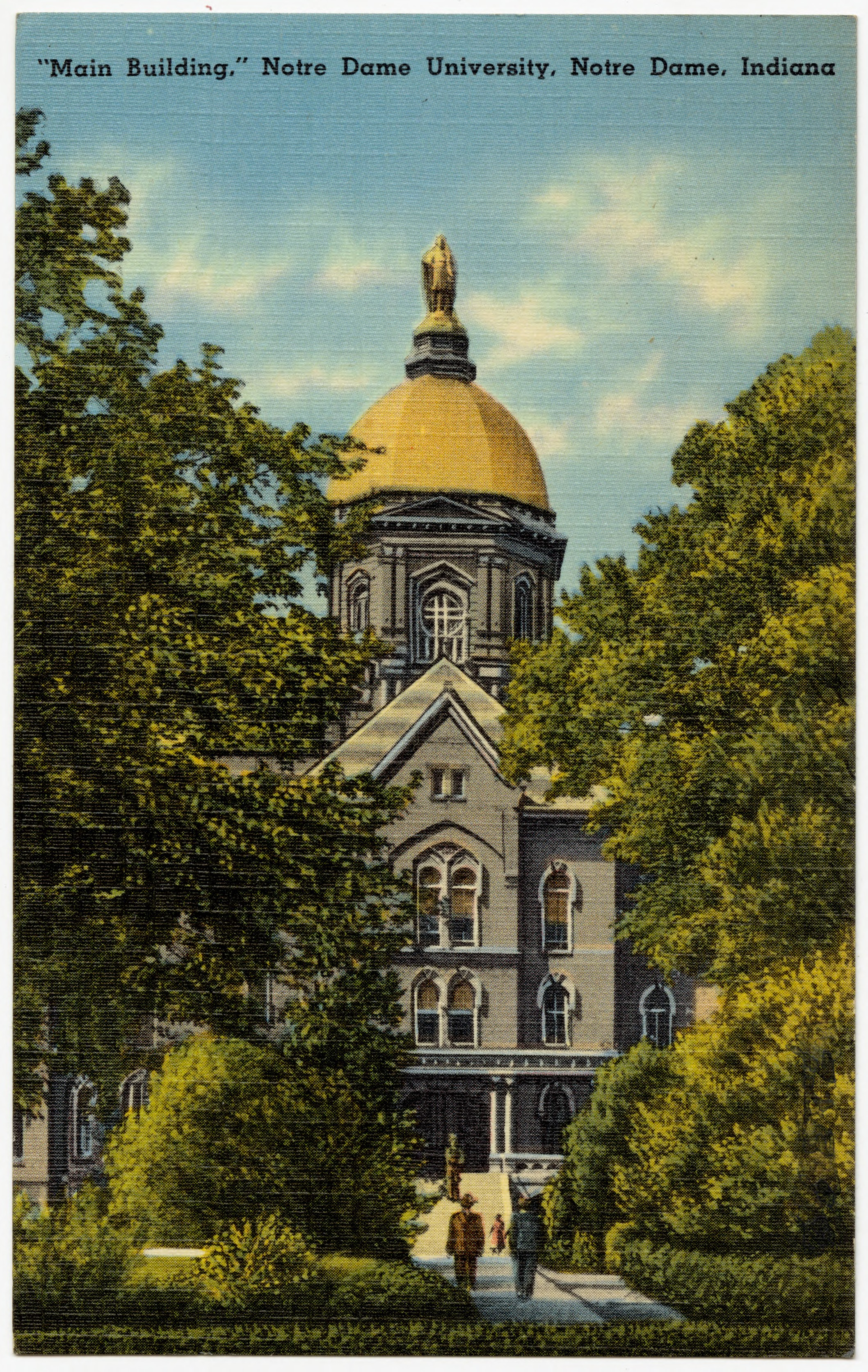
Университет Нотр-Дам на открытке середины XX века

В начале 1930-х годов в Австрии резко возросло влияние нацистов, которое особенно усилилось после прихода Гитлера к власти в Германии. Всё громче стали звучать возражения националистически настроенных учёных против того, что еврей Гааз занимает ответственную должность в Венской академии наук. Всё это только увеличило желание учёного покинуть страну. В 1934 году ему, наконец, представилась удобная возможность: небольшой Боудин-колледж в Брансуике (штат Мэн) предложил австрийскому физику должность приглашённого лектора сроком на один год. Гааз прибыл на место к началу осеннего семестра 1935 года и, поскольку не намеревался возвращаться в Вену, сразу же приступил к поиску постоянной позиции, задействовав все свои многочисленные связи. Однако ни один университет не мог предложить достаточно высокооплачиваемое место, которое соответствовало бы уровню столь признанного учёного, как Гааз. Лишь в мае 1936 года он получил приглашение из небольшого католического Университета Нотр-Дам, президент которого Джон Фрэнсис О’Хара планировал усилить исследовательскую сторону своего учреждения. Хотя изначально университету требовался экспериментатор, письмо Эйнштейна в поддержку Гааза склонило чашу весов в пользу последнего. Австрийский физик, рассчитывавший поначалу занять позицию в более крупном вузе, после некоторых размышлений согласился.
В сентябре 1936 года Гааз с сыновьями прибыл в Саут-Бенд (штат Индиана) и приступил к исполнению своих обязанностей. Его жена присоединилась к ним позже, уладив дела с имуществом на родине. В 1938 году учёному удалось устроить эмиграцию своих брата и сестры из всё более небезопасной континентальной Европы: Маргарете осела в Англии, а Отто сменил карьеру венского адвоката на место палеонтолога в США. В последующие годы в Университете Нотр-Дам появился не один соотечественник Гааза: руководство, впечатлённое участием австрийца в крупной конференции в честь 300-летия Гарвардского университета, где он выступал в одной секции с Эйнштейном и Эддингтоном, решило сделать ставку на европейских учёных. Так, по рекомендации Гааза в Саут-Бенде оказались математик Карл Менгер и физик Юджин Гут; он также поддержал приглашение математиков Эмиля Артина и Курта Гёделя, а в 1937 году был избран членом Американской ассоциации содействия развитию науки. По инициативе Гааза целый год (1938-й) в Университете Нотр-Дам провёл Жорж Леметр, который в числе прочих известных учёных принял участие в организованной австрийцем первой конференции, полностью посвящённой вопросам космологии.
22 ноября 1940 года у Артура Гааза случился инсульт в чикагском отеле, где он остановился на время очередного собрания Американского физического общества. В течение нескольких следующих месяцев, проведённых в больнице, он редко приходил в сознание и 20 февраля 1941 года скончался от пневмонии.

## Научная деятельность

### Модель атома

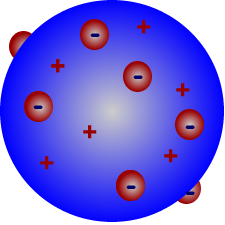
Томсоновская модель атома

В 1910 году Гааз получил свой наиболее важный и известный результат, впервые связав структуру атома с квантовой гипотезой Планка. К тому времени смысл этой гипотезы и кванта действия, связывающего энергию и частоту излучения, оставался во многом неясным. Альберт Эйнштейн и Вильгельм Вин высказали идею, что теории Планка для описания равновесного теплового излучения абсолютно чёрного тела, оперирующей абстрактными гармоническими осцилляторами, совершенно недостаточно для прояснения ситуации и, возможно, следует обратиться к процессам, происходящим внутри атомов. Гааз обратил внимание на эту мысль о вероятной связи кванта энергии с какими-то универсальными характеристиками материи и взял в качестве такой характеристики размер атомов. Для того, чтобы получить конкретный результат, он воспользовался популярной в то время томсоновской моделью атома, в которой считалось, что отрицательно заряженные электроны двигаются внутри однородной положительно заряженной сферы. В своей работе Гааз, рассмотрев атом водорода с одним электроном, движущимся по поверхности заряженной сферы радиуса {\displaystyle a} (фактически размер атома), использовал два предположения: 1) о равенстве силы кулоновского притяжения и центростремительной силы {\displaystyle e^{2}/a^{2}=ma(2\pi \nu _{\infty })} и 2) о равенстве полной энергии электрона и кванта энергии излучения {\displaystyle e^{2}/a=h\nu _{\infty }}, где {\displaystyle \nu _{\infty }} — предельная частота спектральной серии Бальмера. Из этих соотношений он вывел два результата. Во-первых, он установил связь между постоянной Планка и размером атома: {\displaystyle h=2\pi e{\sqrt {ma}}}, фактически получив правильное выражение для боровского радиуса атома водорода. Характерно, однако, что для Гааза атомные размеры представлялись более фундаментальным, первичным понятием, чем постоянная Планка. Во-вторых, он получил выражение для предельной частоты {\displaystyle \nu _{\infty }}, что в современных обозначениях соответствует формуле для постоянной Ридберга {\displaystyle R=16\pi ^{2}me^{4}/h^{3}c}, которая отличается от правильного выражения, полученного Нильсом Бором в 1913 году, только на числовой множитель 8. В целом полученные австрийским учёным оценки не противоречили опытным данным того времени. Хотя модель Гааза не учитывала наличия возбуждённых состояний, она, тем не менее, оказалась важным предшественником боровской модели атома.
По-видимому, первым, кто заметил работу Гааза, был знаменитый голландский физик Хендрик Лоренц, который уже в 1910 году упомянул её в своей лекции, прочитанной в Гёттингене. По его мнению, гипотеза Гааза, несмотря на ряд трудностей, заслуживала внимания, поскольку связывала «загадку кванта энергии» с вопросом о строении материи — две проблемы, которые раньше представлялись совершенно независимыми. В следующем году другой австриец Артур Шидлоф (нем. Arthur Schidlof), отталкиваясь от работы своего соотечественника, предложил иной способ ввести квант действия в томсоновскую модель атома. Модели Гааза и Шидлофа упоминал Арнольд Зоммерфельд в своём важном докладе на первом Сольвеевском конгрессе, отметив, однако, что, по его мнению, следует скорее объяснять свойства атомов и молекул, исходя из универсальной значимости кванта действия, нежели выводить его происхождение из атомных размеров, как это делал Гааз. Бор также цитировал работу Гааза в своей классической статье 1913 года, заложившей основы его атомной модели. Австриец был одним из тех коллег, которым датский физик послал оттиск своей статьи, и одним из первых поздравил автора с полученными результатами. В 1959 году в одном из писем Бор так оценил роль Гааза в развитии представлений о строении атома:

…он [Гааз] был одним из первых, кто заинтересовался интерпретацией спектров на основе квантовой теории и атомных моделей … однако значение открытия атомного ядра не было осознано, а потому не было и радикального отхода от общепринятых идей.
Оригинальный текст (англ.)...he [Haas] was among the ﬁrst to be interested in the interpretation of spectra on the basis of quantum theory and atomic models … however, the significance of the discovery of the atomic nucleus was not recognized, and therefore also not the radical departure from accustomed ideas.

Гааз опубликовал ещё несколько статей, в которых развивал свои идеи. Летом 1911 года вышла его большая работа, посвящённая расчёту геометрических конфигураций расположения электронов, которые обеспечили бы устойчивость томсоновской модели атома. Именно эта статья вошла в новую версию диссертации, с которой Гааз успешно прошёл хабилитацию в Венском университете.

### Прочие результаты
В 1920 году Гааз независимо от Фрэнсиса Уилера Лумиса и Адольфа Кратцера получил формулы для изотопного эффекта вращательных спектров молекул, то есть заложил основы методики определения изотопного состава элементов по характеристикам молекулярных спектров. В 1926 году он опубликовал несколько работ, посвящённых эффекту Комптона, в частности, провёл детальные расчёты ситуации, в которой фотоны приобретают значительную энергию при столкновении с релятивистскими частицами (так называемый обратный эффект Комптона). В 1927 году Гааз применил представления о волнах материи к анализу движения релятивистских частиц, а в 1929 году — к проблемам статистической термодинамики. В 1940 году он предложил свою классификацию ядерных изотопов, основанную на объединении кластеров из четырёх ({\displaystyle ^{4}He}) и шести ({\displaystyle ^{6}He}) нуклонов, и попытался использовать её для объяснения наблюдаемой периодичности свойств ядер (их стабильности, массы и периода полураспада), в частности, обнаружив указания на эффекты спаривания нуклонов и формирования заполненных оболочек в ядрах.
На протяжении всей своей карьеры Гааз сохранял интерес к проблемам космологии, причём вопрос о структуре и эволюции Вселенной был в его представлении тесно связан с фундаментальными константами физики. Уже в первой своей публикации на эту тему, в 1907 году, он на основе второго начала термодинамики сделал заключение о конечном времени существования Вселенной. В 1912 году учёный развил свою аргументацию: использовал представление о флуктуациях энтропии в различных частях космоса, а также пришёл к выводу, что наблюдаемый уровень радиоактивности требует конечности Вселенной. В 1918 году он впервые обратился к анализу взаимосвязи гравитационной постоянной и фундаментальных констант электродинамики. В 1930 году, вскоре после открытия Эдвином Хабблом расширения Вселенной, Гааз на основе предположения, что гравитационная энергия Вселенной не должна превышать полной энергии, содержащейся в её массе, смог оценить размер и плотность Вселенной, а также скорость её расширения. Используя подход, который с современной точки зрения можно назвать нумерологическим, Гааз искал корреляции между фундаментальными постоянными, в частности, в 1932 году попытался увязать постоянную Планка с космологическими параметрами — такими как масса и радиус Вселенной. Впоследствии он стремился улучшить свой метод, однако не смог существенно продвинуться в этом направлении, обнаруживая лишь случайные численные совпадения, а не фундаментальные связи между постоянными.

## Философские и религиозные взгляды
Научные поиски Гааза на протяжении всей его жизни были пронизаны стремлением понять связи и корреляции между различными областями физики, между микромиром (миром атомов) и макромиром (Вселенной в целом), что находило выражение в настоятельных попытках найти взаимосвязи между фундаментальными постоянными. Эти поиски вдохновлялись творчеством Гёте с его представлением о единой картине мира, охватывающей все явления и законы. Однако, по мнению Гааза, эти взгляды вступали в противоречие с развитием современной науки, которая становилась всё более и более специализированной и стремилась расчленить природу на всё более мелкие части. Учёный считал, что существует опасность отказа от более широкой картины мира и более глубокого понимания в угоду абстрактного формализма. Поэтому он приветствовал появление принципа неопределённости в квантовой механике, видя в нём естественное (или данное Богом) ограничение попыткам расчленить природу. Философские воззрения Гааза находили непосредственное отражение в его исторических исследованиях, в которых обнаруживается также влияние работ Эрнста Маха и Вильгельма Оствальда по истории науки.
Гааз, выросший в среде либеральной еврейской буржуазии, первоначально не был особенно религиозен. В апреле 1904 года он вышел из иудейской общины Брюнна, а в ноябре, во время пребывания в Гёттингене, перешёл в лютеранскую веру, приняв крещение в церкви Св. Мартина в Гайсмаре. Причины этого шага не известны: возможно, он искал духовную опору для своих занятий наукой или же таким образом пытался облегчить развитие своей карьеры. Позже Гааз перешёл в католицизм и венчался с Эммой Хубер в соборе Св. Стефана в Вене. Среди возможных причин — духовные поиски, обращение в католическую веру многих членов семьи Стракош или же просто тот факт, что его будущая жена была набожной католичкой. Хотя в своих научных исследованиях Гааз не обращался к религиозным аргументам, он не видел противоречия между религией и наукой и даже считал, что современное развитие физики и астрономии «скорее способствует усилению религиозных чувств, чем их ослаблению». Работая в католическом Университете Нотр-Дам, в своих выступлениях он не раз обращался к этой теме. Так, учёный полагал, что сам факт конечности Вселенной в пространстве и времени указывает на существование творца. Эту мысль он развивал и в одной из последних своих лекций, произнесённых в 1940 году:

Законы природы, эта материалистическая замена божества, в современной физике больше не кажутся абсолютно верными; они возникают только как правила, основанные на статистическом знании, так что отклонения от этой нормы не противоречат основным принципам современной физики. Если, однако, законы природы являются по существу статистическими, то с физической точки зрения кажется бессмысленным рассматривать уникальные события, такие как создание вселенной. Процессы столь уникальные, что нельзя помыслить другого примера того же рода, не могут быть предметом статистического и, следовательно, физического рассмотрения.
Оригинальный текст (англ.)The laws of nature, the materialistic substitute for deity, appear in modern physics no longer as absolutely valid; they only appear as rules based on statistical knowledge so that deviations from that norm do not contradict the basic principles of modern physics. If, however, laws of nature are essentially statistical, then it seems meaningless to consider, from the standpoint of physical laws, unique events, as a creation of a universe. Processes so unique that no second of its kind can be thought of cannot be subject of statistical and, therefore, not physical consideration.

## Публикации
- Haas A.E. Die Entwicklungsgeschichte des Satzes von der Erhaltung der Kraft. — Wien: Alfred Hölder, 1909.
- Haas A.E. Der Geist des Hellenentums in der modernen Physik (Antrittsvorlesung am 17. Januar 1914 in der Aula der Universitär Leipzig). — Leipzig: Veit, 1914.
- Haas A.E. Die Grundgleichungen der Mechanik: Dargestellt auf Grund der geschichtlichen Entwicklung. Vorlesungen zur Einführung in die theoretische Physik, gehalten im Sommersemester 1914 an der Universität Leipzig. — Leipzig: Veit, 1914.
- Haas A.E. Einführung in die Theoretische Physik. — Leipzig: Veit, 1919—1921.
- Haas A.E. Das Naturbild der neuen Physik. — Berlin: Vereinigung wissenschaftlicher Verleger, 1920.
- Haas A.E. Vektoranalysis: In ihren Grundzügen und wichtuigsten physikalischen Anwendungen. — Berlin: Vereinigung wissenschaftlicher Verleger, 1922.
- Haas A.E. Atomtheorie in elementarer Darstellung. — Berlin—Leipzig: DeGruyter, 1924. Рецензия на второе издание: Шпольский Э. А. Гааз. Атомная теория // УФН. — 1930. — Т. 10. — С. 434—435. — doi:10.3367/UFNr.0010.193003i.0434.
- Haas A.E. Die Welt der Atome. — Berlin: DeGruyter, 1926.
- Haas A.E. Die kosmische Bedeutung des Compton-Effekts. — Wien: Anzeiger der Akademie der Wissenschaft, 1926.
- Haas A.E. Mechanik der Massenphysik und der Starren Körper. — Leipzig: Akademische Verlagsgesellschaft, 1926.
- Haas A.E. Materiewellen und Quantenmechanik. — Leipzig: Akademische Verlagsgesellschaft, 1928. Рецензия: Вавилов С. А. Гааз. Волны материи и квантовая механика // УФН. — 1928. — Т. 8. — С. 266—267. — doi:10.3367/UFNr.0008.192802i.0266.
- Haas A.E. Die Grundlagen der Quantenchemie. — Leipzig: Akademische Verlagsgesellschaft, 1929.
- Haas A.E. Physik für Jedermann. — Berlin: Springer, 1933.
- Haas A.E. Physik des Tonfilms. — Leipzig: B. G. Teubner, 1934.
- Haas A.E. Kosmologische Probleme der Physik. — Leipzig: Akademische Verlagsgesellschaft, 1934.
- Haas A.E. Die Umwandlungen der Chemischen Elemente. — Berlin: DeGruyter, 1935. Рецензия: Шпольский Э. А. Гааз. Превращения химических элементов // УФН. — 1936. — Т. 16. — С. 143. — doi:10.3367/UFNr.0016.193601m.0143.
- Arthur Erich Haas und der erste Quantenansatz für das Atom / Hermann A. (Hrsg.). — Stuttgart: Ernst Battenberg, 1965.

- Haas A.E. Antike Lichttheorien // Archiv für Geschichte der Philosophie. — 1907. — Bd. 20. — S. 345—386. — doi:10.1515/agph.1907.20.3.345.
- Haas A.E. Die allgemeinsten Gesetze des physikalischen Geschehens und ihr Verhältnis zum zweiten Hauptsatze der Wärmelehre // Annalen der Naturphilosophie. — 1907. — Bd. 6. — S. 20—30.
- Haas A.E. Über die elektrodynamische Bedeutung des Planck’schen Strahlungsgesetzesund über eine neue Bestimmung des elektrischen Elementarquantums und der Dimensionen des Wasserstoffatoms // Sitzungsberichte der kaiserlichen Akademie der Wissenschaften Wien. — 1910. — Bd. 119. — S. 119—144.
- Haas A.E. Über eine neue theoretische Bestimmung des elektrischen Elementarquantums und des Halbmessers des Wasserstoffatoms // Physikalische Zeitschrift. — 1910. — Bd. 11. — S. 537—538.
- Haas A.E. Der Zusammenhang des Planckschen Wirkungsquantums mit den Grundgrößen der Elektronentheorie // Jahrbuch der Radioaktivität und Elektronik. — 1910. — Bd. 7. — S. 261—268.
- Haas A.E. Gleichgewichtslagen von Elektronengruppen in einer äquivalenten Kugel von homogener positiver Elektrizität // Sitzungsberichte der kaiserlichen Akademie der Wissenschaften Wien. — 1911. — Bd. 120. — S. 1111—1171.
- Haas A.E. Rotationsspektrum und Isotopie // Zeitschrift für Physik. — 1921. — Bd. 4. — S. 68—72. — doi:10.1007/BF01328044. Краткий пересказ содержания: Вавилов С. Ротационные спектры и изотопы // УФН. — 1923. — Т. 3. — С. 289—290. — doi:10.3367/UFNr.0003.192302m.0289.
- Haas A.E. Über Frequenserhöhungen von Lichtquanten durch Zusammenstöße mit rasch bewegten Materieteilchen // Sitzungsberichte der kaiserlichen Akademie der Wissenschaften Wien. — 1926. — Bd. 135. — S. 647—653.
- Haas A.E. Die Ableitung des Boltzmannschen Entropiegesetzes mittels der Vorstellung der Materiewellen // Monatshefte für Chemie und verwandte Teile anderer Wissenschaften. — 1929. — Bd. 53. — S. 165—174. — doi:10.1007/BF01521784.
- Haas A.E. A relation between the radial velocities of spiral nebulæ and the velocity of dissolution of matter // Nature. — 1930. — Vol. 126. — P. 722. — doi:10.1038/126722a0.
- Haas A.E. Wirkungsquantum und kosmische Konstanten // Naturwissenschaften. — 1932. — Bd. 20. — S. 906. — doi:10.1007/BF01504915.
- Haas A.E. A relation between the fundamental constants of physics // Physical Review. — 1936. — Vol. 49. — P. 636. — doi:10.1103/PhysRev.49.636.
- Haas A.E. The size of the Universe and the fundamental constants of physics // Science. — 1936. — Vol. 84. — P. 578—579. — doi:10.1126/science.84.2191.578.
- Haas A.E. On some periodic properties of the system of isotopes // Proceedings of the National Academy of Sciences. — 1940. — Vol. 26. — P. 305—312. — doi:10.1073/pnas.26.4.305.

- Гааз А. Волны материи и квантовая механика. — М.—Л.: ГИЗ, 1930. — 192 с. Рецензия: Вавилов С. А. Гааз. Волны материи и квантовая механика // УФН. — 1930. — Т. 10. — С. 433—434. — doi:10.3367/UFNr.0010.193003h.0433.
- Гааз А. Основания квантовой химии. — М.—Л.: Госиздат, 1930. Рецензия: Хвольсон О. А. Гааз. Основания квантовой химии // УФН. — 1930. — Т. 10. — С. 432—433. — doi:10.3367/UFNr.0010.193003g.0432.
- Гааз А. Введение в теоретическую физику. — М.—Л.: ГТТИ, 1933. Рецензия: Теодорчик К. А. Гааз. Введение в теоретическую физику // УФН. — 1934. — Т. 14. — С. 521. — doi:10.3367/UFNr.0014.193404g.0521.
- Гааз А. Волны материи и квантовая механика. — Изд. стереотип. — М.: URSS, 2014. — 168 с. — (Физико-математическое наследие: физика (квантовая механика)). — ISBN 978-5-397-04191-1.

- Хааз А. Физика как геометрическая необходимость // УФН. — 1922. — Т. 3. — С. 3—14. — doi:10.3367/UFNr.0003.192201a.0003.

## Комментарии
1. ↑  В оригинале: mitteleuropäischer Idiotiein.
2. ↑  Сам Гааз так писал об этом[2]: 

С утра до вечера и с вечера до утра пьяные и публично напивающиеся ещё больше, шумно спорящие и ссорящиеся, с неописуемыми нечеловеческими обрюзгшими пивными рожами, заполняющие все аудитории, улицы, дома и театры с невыносимой вонью выпитого и вновь выблеванного пива, немытых тел и прусской гомосексуальности. Я едва дышал от отвращения, но решил дотерпеть до конца семестра.
Оригинальный текст (англ.)From morning to night and night to morning, drunk and further publicly quafﬁng, noisy brawling, and quarreling, with indescribable brutal, bloated beer faces, filling all lecture halls and streets and houses and theaters with an unbearable stench of guzzled and again vomited beer, of unwashed bodies and Prussian homosexuality. I could barely breathe with disgust, but I decided to endure the semester.
3. ↑  В оригинале: Faschingsscherz.